# Canadian Albums Chart
Canadian Albums Chart er Canadas officielle liste for salg af musik. Den bliver udarbejdet hver onsdag af det amerikansk-baserede selskab Nielsen SoundScan, og udkommer hver torsdag på Billboard.
Listen består af en top 200, lige den amerikanske pendant Billboard 200-listen; men Billboard offentliggøre kun top 100.